# غلامی (فیلم)
غلامی (به هندی: Ghulami) یا بندگی فیلمی محصول سال ۱۹۸۵ و به کارگردانی جی.پی. دوتا است. در این فیلم بازیگرانی همچون درمندرا، میتون چاکرابورتی، نصیرالدین شاه، رینا روی، اسمیتا پاتیل، آنیتا راج، کولبوشان کارباندا، راضا مراد، آنجان سیرواستاو ایفای نقش کرده‌اند.